# Joachim Olavi
Joachim Olavi, död 1620, var en svensk präst.
Joachim Olavi utnämndes 1572 till kyrkoherde i Uppsala. När Johan III i november 1577 lät flytta Erik den heliges ben och Laurentius Nicolai predikad, deltog Joachim Olavi i en skriftlig kritik mot detta tillsammans med uppsalaprofessorerna. Författarna hotades då med förlust av ämbete och lön. En av Abraham Angermannus författad redogörelse för ärkebiskop Laurentius Petris sista trosbekännelse, en viktig antiliturgistisk skrift, underskrevs av Joachim Olavi jämte författaren. Joachim Olavi förmåddes dock till sist att anta liturgin. Vid Uppsala möte, där Joachim Olavi som stadens kyrkoherde spelade en viss roll, ansattes han av mötesledningen för sitt stöd åt liturgin och ådagalade viss betänksamhet inför dess nu plötsliga avskaffande. Joachim Olavi deltog vid Arboga riksdag 1597. I Uppsala domkapitel företrädde Joachim Olavi under 1590-talets politiska kris en kungavänlig ståndpunkt och manade under inbördeskriget 1598 från domkyrkans predikstol till kungatrohet. På uppdrag av ständerna författade Joachim Olavi en skrivelse till hertig Karl, i vilken dennes uppträdande mot Sigismund förtäckt kritiserades. Av den anledningen fängslades Joachim Olavi efter hertigens seger, men frigavs snart mot böter. Han avsattes även som kyrkoherde i Uppsala. Han fängslades åter senare och satt fången i två år. För sin medverkan i Uppsalakapitlets hyllningsskrivelse till Sigismund 1598 anklagades Joachim Olavi och övriga kvarlevande före detta kapitelmedlemmar 1606. Han författade då två försvarsinlagor, som genom saklighet och frånvaro av kritik mot Abraham Angermannus förmånligt skiljde sig från övrigas försvarsskrifter. Vid sin död var Joachim Olavi kyrkoherde i Veckholms, Kungs-Husby och Torsvi församlingar.